# Скай Лур'є
Скай Лур'є (англ. Skye Lourie) — новозеландсько-британська акторка. Відома за роллю Елізабет Веймут з телесеріалу Стовпи землі (2010).

## Біографія
Народилася в Новій Зеландії, виросла в Тоскані. Лур'є відвідувала Школу виконавських мистецтв і коледж Хартвуд Хауз. Зіграла Елізабет Веймут в історичному телесеріалі Стовпи Землі.
Інші ролі включають фільми Маєток і Піддослідна свинка. Вона зіграла епізодичну роль в серіалі Віртуози. У 2011 р. з'являється в кліпі Time британського барабанного і бас-дуету Chase & Status для другого студійного альбому No More Idols.

## Особисте життя
Її зріст — 1,60 м, вага — 44 кг, сині очі та світле волосся.

## Фільмографія
| Рік                 | Назва            | Роль                   | Примітки               |
| ------------------- | ---------------- | ---------------------- | ---------------------- |
| 2010                | Стовпи землі     | Елізабет Веймут        | 8 епізодів             |
| 2010                | Тіло             | Внучка                 | Короткометражний фільм |
| 2011                | Маєток           | Ханна                  |                        |
| Тривала відсутність | Ліві             | Короткометражний фільм |                        |
| 2012                | Віртуози         | Кет Фармер             |                        |
| 2012                | Клініка          | Кармен                 |                        |
| 2015                | Голодуючий ворон | Скай                   | У виробництві          |